# Бадди Мэтьюз
Мэтью Адамс (англ. Matthew Adams, род. 26 сентября 1988, Мельбурн — австралийский рестлер, в настоящее время выступающий в All Elite Wrestling (AEW) под именем Бадди Мэтьюз (англ. Buddy Matthews). Он наиболее известен по своей работе в WWE, где выступал под именами Бадди Мерфи (англ. Buddy Murphy) и Мерфи (англ. Murphy).
До прихода в WWE Адамс выступал в основном в родной Австралии под именем Мэтт Сильва, участвуя в таких промоушенах, как Professional Championship Wrestling (PCW) и Melbourne City Wrestling (MCW). В 2013 году он переехал в США, чтобы работать в WWE, начав карьеру в NXT. Во время работы в NXT он вместе с Уэсли Блейком сформировал команду, которая выиграла командное чемпионство NXT, — он стал первым гражданином Австралии, выигравшим титул чемпиона в WWE. В 2018 году Адамс был переведен в основной ростер WWE, выступая на 205 Live; в том же году он выиграл титул чемпиона WWE в первом тяжёлом весе. В апреле 2019 года его перевели на SmackDown, а затем на Raw в октябре 2019 года, где он объединился с Сетом Роллинсом, в результате чего дуэт выиграл командное чемпионство WWE. Мерфи покинул WWE в июне 2021 года, после чего выступал в New Japan Pro-Wrestling и Major League Wrestling под именем Бадди Мэтьюз. Адамс дебютировал в All Elite Wrestling 23 февраля 2022 года в эпизоде AEW Dynamite.

## Личная жизнь
Адамс был помолвлен с коллегой, рестлером Алексис Кауфман, более известной под именем Алекса Блисс. Сообщалось, что они расторгли помолвку в сентябре 2018 года, но по-прежнему остаются друзьями.
Адамс увлекается экстремальными видами спорта, в частности прыжками с тарзанки, скалолазанием и плаванием с китами. Он болеет за свой родной клуб по австралийскому футболу «Карлтон»; его имя в WWE является отсылкой к бывшему полузащитнику и малому нападающему «Карлтона» Марку Мерфи.
Адамс состоит в отношениях с коллегой-рестлером Деми Беннетт, известной на профессиональном уровне как Рея Рипли. В июле 2024 года пара поженилась.

## Титулы и достижения
- All Elite Wrestling
  - Чемпион мира AEW среди трио (1 раз) — с Малакаем Блэком и Броуди Кингом
- Ballarat Pro Wrestling
  - Чемпион Австралии BPW (1 раз)[6][7][8]
- CBS Sports
  - Прорывной рестлер года (2018)[9]
- Melbourne City Wrestling
  - Чемпион MCW в тяжёлом весе (2 раза)[10][11]
- Professional Championship Wrestling
  - Чемпион штата PCW (1 раз)[12][13]
- Pro Wrestling Illustrated
  - № 33 в топ 500 рестлеров в рейтинге PWI 500 в 2019[14]
- WWE
  - Командный чемпион NXT (1 раз) — с Уэсли Блейком / Блейк[15]
  - Чемпион WWE в первом тяжёлом весе (1 раз)[16]
  - Командный чемпион WWE Raw (1 раз) — с Сетом Роллинсом[17]